# Kanton Trévières
25
Kanton Trévières (fr. Canton de Trévières) je francouzský kanton v departementu Calvados v regionu Normandie. Při reformě kantonů v roce 2014 byl utvořen z 68 obcí, do té doby sestával z 25 obcí. V květnu 2016 ho tvořilo 67 obcí (vzhledem k procesu slučování některých obcí).

## Obce kantonu (v květnu 2016)
- Aignerville
- Asnières-en-Bessin
- Balleroy-sur-Drôme [p 1]
- La Bazoque
- Bernesq
- Blay
- Le Breuil-en-Bessin
- Bricqueville
- Cahagnolles
- La Cambe
- Canchy
- Cardonville
- Cartigny-l'Épinay
- Castillon
- Castilly
- Colleville-sur-Mer
- Colombières
- Cormolain
- Cricqueville-en-Bessin
- Crouay
- Deux-Jumeaux
- Écrammeville
- Englesqueville-la-Percée
- Étréham
- La Folie
- Formigny
- Foulognes
- Géfosse-Fontenay
- Grandcamp-Maisy
- Isigny-sur-Mer
- Lison
- Litteau
- Longueville
- Louvières
- Maisons
- Mandeville-en-Bessin
- Le Molay-Littry
- Monfréville
- Montfiquet
- Mosles
- Neuilly-la-Forêt
- Noron-la-Poterie
- Osmanville
- Les Oubeaux
- Planquery
- Rubercy
- Russy
- Saint-Germain-du-Pert
- Saint-Laurent-sur-Mer
- Saint-Marcouf
- Saint-Martin-de-Blagny
- Saint-Paul-du-Vernay
- Saint-Pierre-du-Mont
- Sainte-Honorine-de-Ducy
- Sainte-Honorine-des-Pertes
- Sainte-Marguerite-d'Elle
- Sallen
- Saon
- Saonnet
- Surrain
- Tour-en-Bessin
- Tournières
- Trévières
- Le Tronquay
- Trungy
- Vierville-sur-Mer
- Vouilly